# Герб комуни Сигтуна
Герб комуни Сигтуна (швед. Sigtuna kommunvapen) — символ шведської адміністративно-територіальної одиниці місцевого самоврядування комуни Сигтуна. 

## Історія
Від XIV століття місто Сигтуна використовувало герб з короною. 

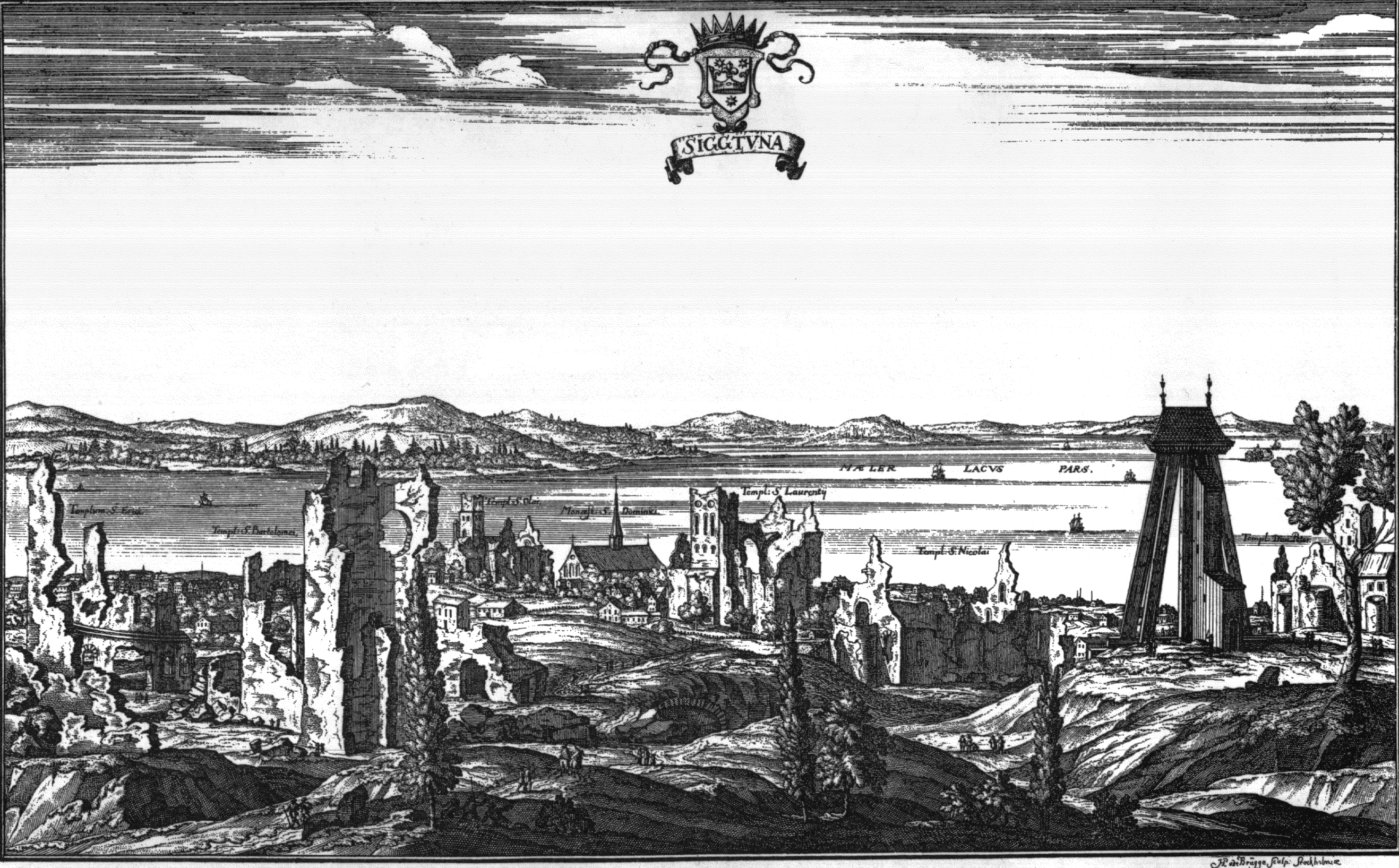
Герб на гравюрі з панорамою міста Сигтуна (близько 1700 р.)

Герб отримав королівське затвердження 1970 року.    
Після адміністративно-територіальної реформи, проведеної в Швеції на початку 1970-х років, муніципальні герби стали використовуватися лишень комунами. Цей герб був 1971 року перебраний для нової комуни Сигтуна.
Герб комуни офіційно зареєстровано 1974 року.

## Опис (блазон)
У синьому полі золота відкрита корона, над нею обабіч та внизу — три срібні шестипроменеві зірки, дві над однією.

## Зміст
Сюжет герба походить з міської печатки 1311 року. Корона символізує роль Сигтуни як королівського міста.   